# William H. Webster

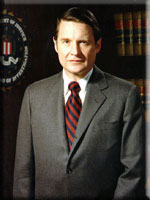
William Webster, dyrektor FBI (1978-87), oraz dyrektor Centrali Wywiadu (DCI) 1987-91.

William (Hedgcock) Webster (ur. 6 marca 1924 w Saint Louis, zm. 8 sierpnia 2025 w Warrenton) – amerykański prawnik, dyrektor Federalnego Biura Śledczego (FBI) w latach 1978–1987 oraz dyrektor Centrali Wywiadu (DCI) w latach 1987–1991.